# Mîhailivka, Berșad
Mîhailivka (în ucraineană Михайлівка) este localitatea de reședință a comunei Mîhailivka din raionul Berșad, regiunea Vinnița, Ucraina.

## Demografie
Componența lingvistică a localității Mîhailivka
     Ucraineană (98,47%)
     Rusă (1,53%)
Conform recensământului din 2001, majoritatea populației localității Mîhailivka era vorbitoare de ucraineană (98,47%), existând în minoritate și vorbitori de rusă (1,53%).